# Hans Klima
Hans Klima (* 27. Juli 1945 in Calbe (Saale)) ist ein deutscher Schauspieler und Synchronsprecher.

## Leben
Von 1966 bis 1970 absolvierte Hans Klima die Hochschule für Schauspielkunst „Ernst Busch“ Berlin und debütierte im Jahr seines Abschlusses am Meininger Theater, dem er bis 1972 angehörte. Weitere Festengagements führten Klima von 1972 bis 1974 an das Stadttheater Gera und von 1974 bis 1977 an das Volkstheater Rostock. 1980 spielte er am Staatstheater Dresden den Petrucchio in Shakespeares Komödie Der Widerspenstigen Zähmung, bevor er von 1981 bis 1987 am Geraer Kabarett Fettnäpfchen zu sehen war. Nach 1990 verlegte Klima seinen beruflichen Mittelpunkt nach Berlin und spielte hier an den Kammerspielen, am Renaissance-Theater, an der Neuköllner Oper und am Theater des Westens, darüber hinaus in Potsdam im Waschhaus und in der Reithalle B.
Um das Jahr 1970 herum begann Klima auch für Film und Fernsehen zu arbeiten, zunächst nur sporadisch, ab Ende der 1970er-Jahre dann häufiger. Neben verschiedenen Gastauftritten in der Krimireihe Polizeiruf 110, sah man ihn in anderen DFF-Produktionen wie Kai aus der Kiste, der Verfilmung des gleichnamigen Romans von Wolf Durian, oder einer Folge der Reihe Der Staatsanwalt hat das Wort. Im bundesdeutschen Fernsehen wirkt er seit dem Beginn der 1990er-Jahre regelmäßig gastweise in bekannten Serien wie Wolffs Revier, Der letzte Zeuge oder den SOKOs aus Wismar und Leipzig mit.
Daneben arbeitet Klima insbesondere seit der Wiedervereinigung umfangreich in der Synchronisation. Häufig leiht er seine Stimme ausländischen Kollegen aber lediglich in Neben- oder Episodenrollen in Filmen und verschiedenen Serien.
Hans Klima lebt in Berlin.

## Filmografie (Auswahl)
- 1969: Sommer – Anfang ohne Ende
- 1971: Rottenknechte
- 1971: Die Verschworenen
- 1978: Polizeiruf 110 – Schuldig
- 1978: Rote Erde
- 1979: Kein Platz für Teufel
- 1979: Polizeiruf 110 – Tödliche Illusion
- 1979: Polizeiruf 110 – Heidemarie Göbel
- 1980: Archiv des Todes (2 Folgen als Oberleutnant Klaus)
- 1980: Der Staatsanwalt hat das Wort – Schwarze Kunst
- 1982: Polizeiruf 110 – Im Tal
- 1984: Polizeiruf 110 – Schwere Jahre (2. Teil)
- 1984: Polizeiruf 110 – Inklusive Risiko
- 1985: Polizeiruf 110 – Der zersprungene Spiegel
- 1986: Der Verrückte vom Pleicher-Ring (Fernsehspiel)
- 1986: Polizeiruf 110 – Kein Tag ist wie der andere
- 1987: Polizeiruf 110 – Explosion
- 1987: Polizeiruf 110 – Der Tote zahlt
- 1987: Die erste Reihe (Fernsehfilm)
- 1988: Hannes
- 1988: Polizeiruf 110 – Ihr faßt mich nie!
- 1988: Kai aus der Kiste
- 1989: Vera – Der schwere Weg der Erkenntnis
- 1992: Mutter mit 16
- 1992; Gute Zeiten, schlechte Zeiten
- 1995: Pilotinnen
- 1994: Tatort – Die Sache Baryschna
- 1999: Schloss Einstein (Folge 68)
- 2000: Tatort – Von Bullen und Bären
- 2001: Polizeiruf 110 – Angst
- 2003: Rosa Roth – Das leise Sterben des Kolibri
- 2003: Wolffs Revier – Tot oder lebendig
- 2004: Berlin, Berlin – Hochzeitsspiele
- 2004: Alarm für Cobra 11 – Die Autobahnpolizei – Showdown
- 2004: Der letzte Zeuge – Brennende Gier
- 2004: Der Stich des Skorpion
- 2005: Hölle im Kopf
- 2005: Wolffs Revier – Von Liebe und Hass
- 2005: Tatort – Todesbrücke
- 2006: Schloss Einstein (Folge 409)
- 2006: Küstenwache – Rendezvous mit dem Tod
- 2006: Die Kinder der Flucht
- 2007: Blöde Mütze!
- 2007: In aller Freundschaft (Fernsehserie, 2 Folgen)
- 2007: An die Grenze
- 2008: Gott schützt die Liebenden
- 2012: Das Kindermädchen
- 2015: Zorn – Wo kein Licht
- 2016: Der Kriminalist – Luna ist tot
- 2016: SOKO Wismar – Tödliches Alibi
- 2017: SOKO Leipzig – Schläfer
- 2017: In aller Freundschaft – Die jungen Ärzte – Zwei linke Hände
- 2017: Die Eifelpraxis – Eine Frage des Muts
- 2018: Kaisersturz
- 2018: Lotte Jäger und die Tote im Dorf
- 2019: Stralsund – Schattenlinien
- 2019: Der Bulle und das Biest (Fernsehserie, eine Folge)
- 2019: Beck is back! – Pro Bono
- 2019: Wolfsland – Das heilige Grab
- 2020: Die Drei von der Müllabfuhr – Kassensturz
- 2020: Tatort: Parasomnia
- 2020: Auf dünnem Eis (Fernsehfilm)
- 2022: Die Heiland – Wir sind Anwalt – Schikane einer alten Dame
- 2022: Freunde sind mehr – Viergefühl (Fernsehreihe)
- 2022: In einem Land, das es nicht mehr gibt
- 2023: Harter Brocken – Der Goldrausch (Fernsehreihe)
- 2024: Die Notärztin – Hitze
- 2024: In aller Freundschaft – Die jungen Ärzte – Auf dem Kopf

## Hörspiele
- 1970: Die Kündigung – Autor: Werner Gawande – Regie: Joachim Staritz
- 1987: Gastspiel in Dabentin – Autor: Hans Siebe – Regie: Hans Knötzsch
- 1992: Das Märchen von dem Rhein und dem Müller Radlauf – Autor: Clemens Brentano – Regie: Peter Groeger